# Birger Tingstad
Birger Tingstad (12 dicembre 1939 – 25 dicembre 2012) è stato un calciatore norvegese, di ruolo attaccante.

## Carriera
Ha giocato per il Rosenborg dal 1957 al 1970. Con questa maglia ha vinto due edizioni del Norgesmesterskapet (1960 e 1964) e due campionati (1967 e 1969). Ha giocato 5 partite nelle competizioni internazionali, precisamente 4 in Coppa delle Coppe e 1 in Coppa dei Campioni. Tra massima divisione e 2. divisjon, ha totalizzato 89 presenze per il Rosenborg, con 25 reti all'attivo.

## Palmarès

### Club

#### Competizioni nazionali
- Coppa di Norvegia: 2

Rosenborg: 1960, 1964
- Campionato norvegese: 2

Rosenborg: 1967, 1969